# Inferno: Last in Live
Inferno: Last in Live è il secondo album live della heavy metal band dei Dio, pubblicato nel 1998.

## Tracce

### Disco Uno
1. Intro – 1:36
2. Jesus, Mary & the Holy Ghost – 3:27 – (Ronnie James Dio, Tracy G, Jeff Pilson)
3. Straight Through the Heart – 5:48 – (Dio, Jimmy Bain)
4. Don't Talk to Strangers – 6:03 – (Dio)
5. Holy Diver – 4:59 – (Dio)
6. Drum Solo – 4:02
7. Heaven and Hell – 7:29 – (Dio, Tony Iommi, Geezer Butler, Bill Ward)
8. Double Monday – 3:18 – (Dio, G, Vinny Appice)
9. Stand up and Shout – 4:08 – (Dio, Bain)
10. Hunter of the Heart – 5:15 – (Dio, G, Appice)

### Disco Due
1. Mistreated/Catch the Rainbow – 10:11 – (Dio, Ritchie Blackmore, David Coverdale)
2. Guitar Solo – 3:39
3. The Last in Line – 6:54 – (Dio, Vivian Campbell, Bain)
4. Rainbow in the Dark – 4:56 – (Dio, Campbell, Bain, Appice)
5. The Mob Rules – 3:37 – (Dio, Butler, Iommi)
6. Man on the Silver Mountain – 2:11 – (Dio, Blackmore)
7. Long Live Rock and Roll – 4:14 – (Dio, Blackmore)
8. We Rock – 5:40 – (Dio)

#### Bonus tracks –(edizione giapponese)
1. After All the Dead – (Bonus Track) – 6:20 – (Dio, Iommi, Butler)
2. I – 5:26 – (Bonus Track) – (Dio, Iommi, Butler)

## Formazione
- Ronnie James Dio - voce
- Tracy G - chitarra
- Larry Dennison - basso
- Scott Warren - tastiere
- Vinnie Appice - batteria